# 明珍信家
明珍 信家（みょうちん のぶいえ、文明18年（1486年）? - 永禄7年（1564年）?）は、室町時代末期（戦国時代）の甲冑師。初め安家と名乗り、号は覚意、本姓は藤原氏。通称（官位）は左近将監。甲冑師の一族である明珍家17代に当たる。伝えでは、武田晴信の一字を賜り、信家と改名したとされる。前代（16代目）は明珍義保。18代目として明珍貞家。

## 概要
室町末期当時、「日本最高の甲冑師」と評された人物であり、これにより明珍家は有名となる。後世でも一族は、楯無や避来矢といった名立たる甲冑の修復作業に手を貸している。信家が得意としていたのは筋兜とされる。白井城曲輪の青堀近く（松原屋敷と呼ばれる）の鍛冶場跡から永正・天文の頃に信家が甲冑を作成していた事が裏付けられている。越後府中に住んでいた信家にとって白井城は出張先の一つであった。また、信家を寵愛した城主は長尾憲景とされる。
この時期、明珍家が相模国にも居たとする物的根拠の一つとして、埼玉県秩父市下吉野所在の椋神社蔵の「三十二間筋兜」の鉢裏に刻まれた銘に、「小田原住 明珍義次（ - よしつぐ）」とあり、小田原の明珍家が実在している事が確認できる（少なくとも分家筋が在住していた事が分かる）。社伝によれば、当兜は鉢形城主の北条氏邦の所用していたものであり、その子孫である玄桂が当社に奉納したとされる。

## その他
- 伝承上では、明珍家の初代は増田氏とされている。
- 12世紀半ばに近衛天皇に鎧と轡を献上し、天皇より「光明白にして玉のごとく類まれなる珍器なり」と称賛されて「明珍」の名を賜ったとされる[1]。
- 明珍家に関しては、江戸時代の随筆『耳嚢』にも記述があり、外見で判断していた為、武士を怒らせてしまった話が載せられている。寛政6年の出来事とあるので、当事者は宗政・宗妙（楯無を修復した）父子と考えられる。その時に仕立てた甲冑は、一領で100両もしたとある。ただし、需要が減った時代であり、甲冑を新調する者が少なかった為、支払いに対し、疑い深くなるのも当時としては当然の行為である。
- 明珍家は甲冑以外にも轡（くつわ）や鍔なども製作した。

## 諏訪法性兜

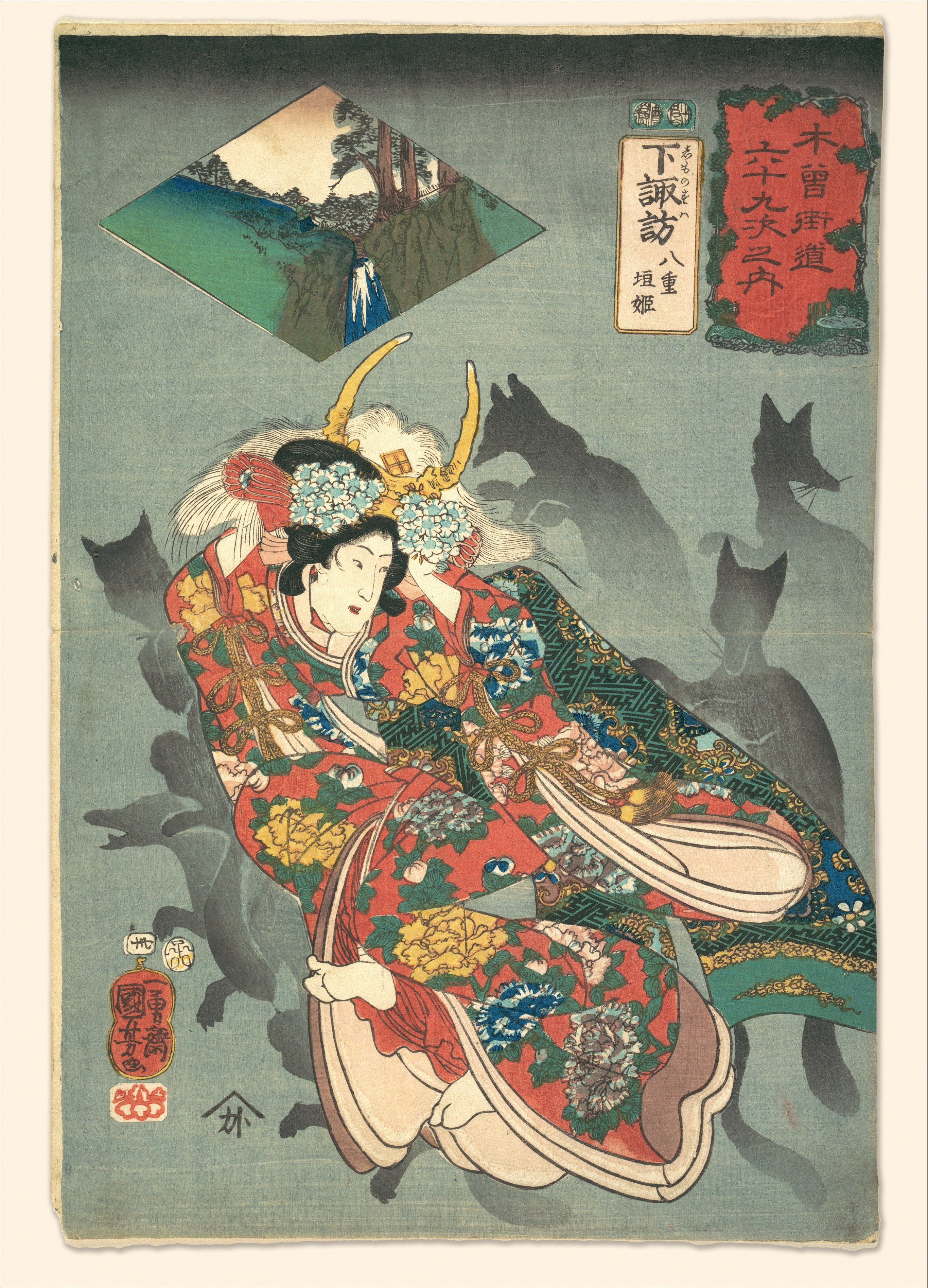
浮世絵に描かれた法性兜。浄瑠璃に登場したことで有名になった

武田信玄が愛用したと伝わる諏訪の法性（ほっしょう）兜は信家の作として名高い。兜についた白い毛は中国産のヤクの毛とされ、「白熊（はくま）の兜」とも呼ばれた。武田家を守る神器として信玄がとりわけ大切にした兜と言われる。法性兜とされるものは複数あるが、諏訪大社神長官守矢家に伝わるものが諏訪湖博物館に展示されている。